# El rescate (pintura)
El rescate (1855) es una pintura de John Everett Millais que representa a un bombero rescatando a tres niños de un incendio en una casa, y su madre los recibe de nuevo en sus brazos.
Millais fue testigo de la muerte de un bombero en el curso de un rescate y decidió representar el tema. La brigada de bomberos se había transformado recientemente de una empresa privada dedicada a la protección de la propiedad a una institución pública encargada de proteger la vida primero.
La manguera aparece abajo en primer plano de unas escaleras con alfombra que el bombero baja dejando atrás el fuego del piso superior, con un bebé bajo el brazo izquierdo, una niña bajo el derecho, y un niño colgado de su espalda, hacia la madre asustada pero aliviada. Millais buscó crear los efectos correctos de luz y humo en la noche utilizando una lámina de vidrio coloreado y quemando tablones de madera. Este énfasis en los efectos fugaces de color y luz fue un nuevo punto de partida en su arte.
La pintura también se destaca por sus sorprendentes transiciones de color, particularmente el efecto dramático por el cual la manga del camisón de la madre cambia de azul pizarra a rosa pálido. Esto dio lugar a muchos comentarios críticos en ese momento.

## Exposición y recepción
Millais consideró El rescate como una de sus mejores pinturas y la eligió como su presentación para la exposición de 1855 de la Royal Academy. Fue bien recibido por los críticos, quienes reconocieron el tema contemporáneo como sorprendentemente moderno para Millais. John Ruskin lo consideró "el único gran cuadro exhibido este año; pero este es muy grande. El elemento inmortal está en él en plenitud.” 
Robyn Cooper argumenta que surgieron algunas críticas a la pintura por el hecho de que representaba a un hombre viril de clase trabajadora que rescataba a niños de clase media, mientras que su padre no se veía por ningún lado. Los brazos abiertos de la madre parecen saludar a este hombre nuevo y fuerte tanto como a sus hijos.